# Cadena de custodia
La cadena de custodia de una prueba se define como el procedimiento controlado que se aplica a los materiales desde su localización hasta su valoración por los encargados de su análisis, normalmente peritos, y que tiene fin no viciar el manejo que de ellos se haga y así evitar alteraciones, sustituciones, contaminaciones o destrucciones.

## Etapas de la cadena de custodia
Las etapas de la cadena de la custodia son las siguientes:
1. Extracción o recolección de los indicios.
2. Preservación y embalaje de la prueba.
3. Transporte o traslado de la prueba.
4. Traspaso de la misma, ya sea a los laboratorios para su análisis, o a las diferentes fiscalías para su custodia.
5. Custodia y preservación final hasta que se realice el debate.

## Ámbitos
De importancia particular en la investigación de delitos, el concepto se utiliza en otros ámbitos, como la gestión de la cadena de suministro (por ejemplo, para mejorar la trazabilidad de los alimentos), o la gestión forestal sostenible (para identificar productos elaborados a partir de maderas que cumplen unas determinadas garantías).

### Investigación de delitos
En la investigación de delitos, la cadena de custodia es la documentación cronológica de la secuencia da ubicación, fijación, recolección, embalaje y traslado de una evidencia en la escena del siniestro, hasta la presentación al debate.
La cadena de custodia sirve para garantizar que el procedimiento empleado ha sido exitoso, y que la evidencia que se recolectó en la escena es la misma que se está presentando ante el tribunal, o el analizado en el respectivo dictamen pericial.

### Gestión forestal sostenible
En este ámbito, la cadena de custodia consiste en el seguimiento que una empresa u organización transformadora de materias primas para la obtención de otros productos se compromete a hacer al objeto de garantizar que al menos un determinado porcentaje de aquellas materias, denominadas materias certificadas, cumplen unas ciertas características de calidad, generalmente medioambientales.
Habitualmente este seguimiento es también objeto de certificación y se denomina certificación de la cadena de custodia; como ocurre, por ejemplo, en las industrias transformadoras de madera, como pueden ser las de fabricación de muebles o las de fabricación de pasta de papel.

### Informática forense
Tal como otro campo de la criminalística, la informática forense aplica conceptos de esta disciplina. Pero se añaden elementos particulares que son factibles en el momento de trabajar con pruebas documentales informáticas, como el digesto matemático (hash) en el momento de realizar el acta de secuestro, permitiendo así asegurar la integridad de la prueba.

## Cadena de custodia según países

### Ecuador
El Acuerdo A/009/15, publicado en el Diario Oficial de la Federación el 12 de febrero de 2015, establece las directrices que deberán observar los servidores públicos que intervengan en materia de cadena de custodia, definiendo a esta como el "Sistema de control y registro que se aplica al indicio o elemento material probatorio, desde su localización, descubrimiento o aportación, en el lugar de intervención, hasta que la autoridad competente ordene su conclusión"